# Scartella cristata
La bavosa crestata (Scartella cristata) è un pesce di mare appartenente alla Famiglia Blenniidae.

## Distribuzione e habitat
È questa l'unica specie di bavosa mediterranea ad ampia diffusione mondiale, infatti, coerentemente con la sua natura termofila, è diffuso in tutto l'Oceano Atlantico sia temperato che tropicale tra lo stretto di Gibilterra e l'Angola sul lato orientale e tra la Florida e le Bermuda a nord e il Brasile a sud su quello occidentale. Nei mari italiani non è rara. Segnalazioni nel Pacifico (Giappone e Taiwan) richiedono conferma.
Vive in acqua bassissima, talvolta tra i frangenti, in zone scogliose.

## Descrizione
Apparentemente simile alle altre bavose, si distingue principalmente per i caratteri dei tentacoli cefalici, infatti il tentaciolo sopraorbitale è corto e sfrangiato ed esiste una fascia di corti tentacoli erettili sulla nuca che non ha nessun altro blennide europeo. La livrea è variabile con marmorizzature scure sul dorso che si estendono alla pinna dorsale e linee chiare verticali sul corpo, molto caratteristiche.
La taglia massima si aggira sui 10 cm.

## Alimentazione
Erbivoro.

## Riproduzione
Avviene in una cavità dove il maschio spinge la femmina. Dopo la deposizione il maschio fa la guardia alle uova.